# يانغ كيه
يانغ كيه (بالصينية: 杨柯) هو لاعب كرة قدم صيني، ولد في 19 أبريل 1989 في تشانغشا في الصين. لعب مع Hunan Billows F.C. ‏.

## وصلات خارجية
- يانغ كيه على موقع قاعدة بيانات كرة القدم.إي يو (الإنجليزية)
- يانغ كيه على موقع Soccerway.com (الإنجليزية)